# Abjek
Abjek – miasto w Iranie, w ostanie Kazwin. W 2016 roku liczyło 60 107 mieszkańców.